# Milionia flavostriga
Milionia flavostriga är en fjärilsart som beskrevs av George Thomas Bethune-Baker 1910. Milionia flavostriga ingår i släktet Milionia och familjen mätare. Inga underarter finns listade i Catalogue of Life.